# Championnat d'Antigua-et-Barbuda de football 2003-2004
Navigation
Saison précédente Saison suivante
La saison 2003-2004 du Championnat d'Antigua-et-Barbuda de football est la trente-troisième édition de la Premier Division, le championnat de première division à Antigua-et-Barbuda. Les huit formations de l'élite sont regroupées au sein d'une poule unique où elles s'affrontent deux fois, à domicile et à l'extérieur. En fin de saison, les deux derniers du classement sont relégués et remplacés par les deux meilleurs clubs de First Division.
C'est le Bassa SC qui remporte la compétition cette saison après avoir terminé en tête du classement final, avec six points d'avance sur le SAP FC et onze sur Parham FC et Empire FC. Il s’agit du tout premier titre de champion d'Antigua-et-Barbuda de l'histoire du club.

## Les clubs participants
- Empire FC
- Hoppers FC
- Old Road FC - Promu de First Division
- Police FC - Promu de First Division
- Bassa SC
- Parham FC
- English Harbour FC
- SAP FC

## Compétition
Le barème de points servant à établir le classement se décompose ainsi :
- Victoire : 3 points
- Match nul : 1 point
- Défaite : 0 point

### Classement
| Rang | Équipe             | Pts | J  | G  | N | P  | Bp | Bc | Diff |
| ---- | ------------------ | --- | -- | -- | - | -- | -- | -- | ---- |
| 1    | Bassa SC           | 34  | 14 | 10 | 4 | 0  | 23 | 8  | +15  |
| 2    | SAP FC             | 28  | 14 | 8  | 4 | 2  | 30 | 19 | +11  |
| 3    | Parham FCT         | 23  | 14 | 6  | 5 | 3  | 19 | 12 | +7   |
| 4    | Empire FC          | 23  | 14 | 7  | 2 | 5  | 26 | 20 | +6   |
| 5    | Hoppers FC         | 19  | 14 | 5  | 4 | 5  | 28 | 18 | +10  |
| 6    | English Harbour FC | 12  | 14 | 3  | 3 | 8  | 19 | 30 | -11  |
| 7    | Old Road FCP       | 11  | 14 | 3  | 2 | 9  | 20 | 27 | -7   |
| 8    | Police FCP         | 6   | 14 | 2  | 0 | 12 | 12 | 43 | -31  |

|  | Qualification pour le CFU Club Championship 2004 |
|  | Relégation directe en First Division             |
|  | T : Tenant du titre P : Promu de First Division  |

## Bilan de la saison
| Championnat d'Antigua-et-Barbuda de football 2003-2004 |                      |
| Champion                                               | Bassa SC (1er titre) |
| Qualifications continentales                           |                      |
| CFU Club Championship 2004                             | Bassa SC             |
| Promotions et relégations                              |                      |
| Promus en Premier Division                             | Wadadli FC           |
| Promus en Premier Division                             | Villa Lions FC       |
| Relégués en First Division                             | Old Road FC          |
| Relégués en First Division                             | Police FC            |